# Charlotte Teske
Charlotte Teske, geboren als Charlotte Bernhardt, (Waldeck-Sachsenhausen, 23 november 1949) is een voormalige Duitse langeafstandsloopster.

## Loopbaan
Na diverse Duitse titels op de 10.000 m en bij het veldlopen specialiseerde Teske zich op de marathon en won vele wegwedstrijden. Ze nam in 1984 deel aan de Olympische Spelen van 1984 in Los Angeles en behaalde daar een zestiende plaats.
In 1981 werd ze in het Franse Agen tweede op de marathon tweede op Europacupwedstrijd. In een tijd van 2:41.04 versloeg ze de Russische Nadezhda Gumerova (brons) en eindigde zij achter de Russische Zoja Ivanova (goud).
Teske woont in Darmstadt en is daar werkzaam als geneeskundige. Verder is ze aangesloten bij sportvereniging ASC Darmstadt.

## Titels
- West-Duits kampioene 10.000 m - 1983, 1984, 1985
- West-Duits kampioene 15 km - 1981, 1983, 1985
- West-Duits kampioene marathon - 1981, 1985, 1988
- West-Duits kampioene veldlopen - 1977, 1982, 1983, 1985, 1986

## Persoonlijke records
Baan
| Onderdeel | Prestatie              | Datum            | Plaats    |
| --------- | ---------------------- | ---------------- | --------- |
| 1500 m    | 4.14,38                | 13 juni 1981     | Bielefeld |
| 3000 m    | 8.58,05                | 31 augustus 1983 | Koblenz   |
| 5000 m    | 15.19,54 (ex-nat.rec.) | 26 juni 1982     |           |
| 10.000 m  | 32.00,26 (ex-nat.rec.) | 4 september 1983 | Knarvik   |

Weg
| Onderdeel | Prestatie             | Datum        | Plaats     |
| --------- | --------------------- | ------------ | ---------- |
| 25 km     | 1:25.44               | 4 april 1981 | Neumünster |
| marathon  | 2:28.32 (ex-nat.rec.) | 15 mei 1983  | Frankfurt  |

## Palmares

### marathon
- 1976:  marathon van Griesheim - 2:59.36
- 1980:  marathon van Waldkraiburg - 2:38.04
- 1980:  marathon van Ansbach - 2:38.14
- 1981:  marathon van Orsoy - 2:33.13
- 1981:  marathon van Columbus - 2:35.15
- 1981:  marathon van Agen - 2:41.04
- 1982:  marathon van Miami - 2:29.01,6
- 1982:  Boston Marathon - 2:29.34
- 1982:  New York City Marathon - 2:31.53
- 1982:  marathon van Rio de Janeiro - 2:38.42
- 1982: 12e EK - 2:45.18
- 1983:  marathon van Frankfurt - 2:28.32
- 1983:  marathon van Osaka - 2:35.44
- 1983:  marathon van Toronto - 2:38.01
- 1983:  marathon van Rio de Janeiro - 2:40.13
- 1984:  marathon van Frankfurt - 2:31.16
- 1984:  marathon van Parijs - 2:33.32
- 1984: 8e marathon van New York - 2:41.16
- 1984: 16e OS - 2:35.56
- 1985:  marathon van Frankfurt - 2:32.38
- 1985: 11e Chicago Marathon - 2:36.42
- 1986:  marathon van Berlijn - 2:32.10
- 1986:  marathon van Columbus - 2:35.22
- 1987:  marathon van Hamburg - 2:31.49
- 1988:  marathon van Hamburg - 2:30.23
- 1988: 4e marathon van Columbus - 2:37.17
- 1989: 9e Londen Marathon - 2:32.34
- 1989: 5e marathon van Columbus - 2:38.54
- 1990:  marathon van München - 2:33.12
- 1990: 10e marathon van Frankfurt - 2:44.21